# Талаево
Талаево — деревня в Московской области России. Входит в городской округ Солнечногорск. Население — 15 чел. (2010).

## География
Деревня Талаево расположена на севере Московской области, в северной части округа, на южном берегу Сенежского озера, рядом с федеральной автодорогой М10, примерно в 3 км к востоку от центра города Солнечногорска, с которым связана прямым автобусным сообщением.
В деревне 14 улиц, приписано 4 садоводческих товарищества. Ближайшие сельские населённые пункты — деревни Дубинино, Редино и Рекино-Кресты, ближайшая железнодорожная станция — Подсолнечная.

## Население
| 1859 | 1890 | 1899 | 1926 | 1966 | 1998 | 2002 |
| ---- | ---- | ---- | ---- | ---- | ---- | ---- |
| 28   | ↗145 | ↗150 | ↗210 | ↘156 | ↘26  | ↘20  |
| 2010 |      |      |      |      |      |      |
| ↘15  |      |      |      |      |      |      |

## История
В «Списке населённых мест» 1862 года — владельческое сельцо 1-го стана Клинского уезда Московской губернии от Клина к Москве на Санкт-Петербурго-Московском шоссе и по линии Николаевской железной дороги, в 25 верстах от уездного города и 4 верстах от становой квартиры, при колодцах, с 5 дворами и 28 жителями (13 мужчин, 15 женщин).
По данным на 1899 год — деревня Солнечногорской волости Клинского уезда с 150 душами населения.
В 1913 году — 33 двора.
По материалам Всесоюзной переписи населения 1926 года — деревня Рекинцевского сельсовета Солнечногорской волости Клинского уезда в 1,6 км от Ленинградского шоссе и 3,2 км от станции Подсолнечная Октябрьской железной дороги, проживало 210 жителей (100 мужчин, 110 женщин), насчитывалось 40 хозяйств, среди которых 39 крестьянских.
С 1929 года — населённый пункт в составе Солнечногорского района Московского округа Московской области. Постановлением ЦИК и СНК от 23 июля 1930 года округа как административно-территориальные единицы были ликвидированы.
1861—1 (14) сентября 1917 гг.. — деревня Солнечногорской волости Клинского уезда Московской губернии Российской империи.
1 (14) сентября 1917—18 (31) января 1918 гг.. — деревня Солнечногорской волости Клинского уезда Московской губернии Российской республики.
18 (31) января 1918—30 декабря 1922 гг.. — деревня Солнечногорской волости Клинского уезда Московской губернии РСФСР.
30 декабря 1922—12 июля 1929 гг.. — деревня Солнечногорской волости Клинского уезда Московской губернии (до 14 января 1929 года), Центрально-Промышленной (с 14 января по 3 июня 1929 года) и Московской (с 3 июня 1929 года) области РСФСР СССР (по данным 1926 года — в составе Рекинцевского сельсовета).
12 июля 1929—7 декабря 1957, 18 августа 1960—1 февраля 1963, 11 января 1965—26 декабря 1991 гг.. — деревня Солнечногорского сельсовета Солнечногорского района Московской области РСФСР СССР (до 23 июля 1930 года район был в составе Московского округа).
7 декабря 1957—18 августа 1960 гг. — деревня Солнечногорского сельсовета Химкинского района Московской области РСФСР СССР.
1 февраля 1963—11 января 1965 гг. — деревня Солнечногорского сельсовета Солнечногорского укрупнённого сельского районаМосковской области РСФСР СССР.
26 декабря 1991—3 февраля 1994 гг. — деревня Солнечногорского сельсовета Солнечногорского района Московской области РФ.
С 3 февраля 1994 до 29 ноября 2006 гг. деревня входила в Солнечногорский сельский округ Солнечногорского района Московской области РФ.
29 ноября 2006—9 апреля 2019 гг.. — деревня города Солнечногорск Солнечногорского района Московской области РФ.
С 9 апреля 2019 г. по настоящее время — деревня города Солнечногорск Московской области РФ.
С 21 января 2005 до 9 января 2019 гг. деревня включалась в городское поселение Солнечногорск Солнечногорского муниципального района.
С 9 января 2019 года деревня входит в городской округ Солнечногорск.